# Tommaso Laureti
Tommaso Laureti  dit Tommaso Laureti Siciliano (Palerme, v. 1530 - Rome, 22 septembre 1602) est un peintre italien maniériste qui a été actif à Bologne et à Rome.

## Biographie
Tommaso Laureti travailla dans l'atelier de Sebastiano del Piombo et de 1574 à 1582 à Bologne, puis pour la papauté à Rome dans un style illusionniste et maniériste.
Ainsi il peignit une série de fresques di sotto in sù (préfigurant la quadratura baroque du siècle suivant) du Triomphe du Christianisme sur les murs de la voûte de la Sala di Costantino, au Vatican, commissionné par le pape Grégoire XIII après le Concile de Trente.
L'effet simulé est tel qu'il fut admiré pour cela et que  Giacomo Barozzi da Vignola en grava des exemples pour son ouvrage sur Le due regole della prospettiva pratica (1583).
Tommaso Laureti fut le deuxième principe de l'Accademia di San Luca, succédant à  Federico Zuccari en 1595.

## Œuvres
- Le Triomphe du christianisme  (1585), Sala di Costantino, Vatican
- Plafond d'Alexandre le Grand, Palazzo Vizzani,
- Transport du corps de saint Augustin, San Giacomo Maggiore.

- Dessins des sculptures en bronze et en marbre du socle de la fontaine de Neptune de Bologne.
- Mort de sainte Suzanne, retable de maître-autel, Santa Susanna, Rome.
- Épisode de l'Histoire de Rome (1587-1594), Sala dei Capitani, Palazzo dei Conservatori, Campidoglio[1].
- Retable, Basilica di San Prospero, Reggio d'Émilie (terminé par Ludovico Carracci en 1602).
- Peintures (perdues) pour l'église San Bernardo alle Terme.
- Horatius Coclès on the sublician bridge.

## Sources
- (en) Cet article est partiellement ou en totalité issu de l’article de Wikipédia en anglais intitulé « Tommaso Laureti » (voir la liste des auteurs).